# Linia kolejowa Lwów – Hrebenne
Linia kolejowa Lwów – Hrebenne to niezelektryfikowana regionalna linia kolejowa na Ukrainie. Linia łączy stację Lwów ze stacją Hrebenne w Polsce. Na odcinku ze Lwowa do Rawy Ruskiej została zbudowana jako szerokotorowa, na dalszym odcinku normalnotorowa, a na całej długości jest jednotorowa oraz niezelektryfikowana. Obsługiwana przez Koleje Ukraińskie, a dokładniej jeden z ich oddziałów – Kolej Lwowską. Obecnie po polskiej stronie linia posiada numer 69.
Linia została oddana do użytku 23 października 1887 roku przez Kolej Lokalną Lwów – Bełżec (Tomaszów).
W 1932 roku, gdy linia znajdowała się w całości na terenie Polski, nastąpiła nacjonalizacja przedsiębiorstwa kolejowego – od tego czasu linia jest własnością państwa.
Ruch pociągów międzynarodowych z Rawy Ruskiej do Warszawy został zawieszony 4 lipca 2005 roku. Od tego czasu linię zaczęła pokrywać roślinność. Po stronie ukraińskiej kursowały dwie pary pociągów w relacji Lwów – Rawa Ruska.
15 lutego 2022 roku podpisano memoranda w sprawie rewitalizacji przygranicznego odcinka linii kolejowej pomiędzy Kolejami Ukraińskimi a samorządami. W grudniu 2022 roku zakończono przebudowę i modernizację 7-kilometrowego linii o rozstawie szyn 1435 mm pomiędzy granicą Polski a Rawą Ruską. Przygotowano stację do wznowienia odprawy pociągów międzynarodowych i zorganizowano punkt kontroli celnej. 5 kwietnia 2023 roku odbył się przejazd testowy pociągu pasażerskiego SN84 należącego do SKPL pomiędzy Lublinem a Rawą Ruską z udziałem przedstawicieli rządów polskiego i ukraińskiego.
W marcu 2023 roku zapowiedziano rozpoczęcie budowy splotu torowego umożliwiającego kursowanie pociągów o rozstawie osi 1520 mm i 1435 mm na 58-kilometrowym odcinku pomiędzy Rawą Ruską a Brzuchowicami. Rozpoczęcie prac przy budowie splotu umożliwiającego dojazd pociągów o rozstawie osi 1435 mm do Brzuchowic zaplanowano na drugą połowę 2024 roku.
15 października 2023 roku cała długość linii zaczęła być wykorzystywana przez codzienne połączenie pasażerskie Kolei Ukraińskich pomiędzy Warszawą Wschodnią a Lwowem i Kołomyją, z odbywającą się na stacji Rawa Ruska przesiadką pomiędzy skomunikowanymi ze sobą normalnotorowym pociągiem należącym do SKPL a pociągiem szerokotorowym Kolei Ukraińskich.